# Ca' Cottoni
Ca' Cottoni è una frazione del comune di Caorle, nella Città metropolitana di Venezia. Sorge a circa 7 chilometri dal capoluogo e confina a nord con la frazione de La Salute di Livenza, appartenente al comune di San Stino.

## Storia
Posto sulla riva destra del fiume Livenza, il territorio di Ca' Cottoni era originariamente costituito da ampie paludi, che caratterizzavano tutto il territorio della laguna di Caorle. Fino al XV secolo la zona in cui sarebbe sorto l'attuale centro abitato apparteneva, come tutti i territori caorlotti alla Repubblica di Venezia, la quale concedeva l'utilizzo di quelle terre ai cittadini per l'approvvigionamento di cibo tramite le attività di caccia e pesca.
A partire dal XVII secolo, anche per far fronte ai costi delle opere fluviali previste nella Laguna di Venezia, il governo della Serenissima suddivise tutte le terre paludose che circondavano l'isola di Caorle in diverse «prese», da vendere a nobili famiglie veneziane. I territori della terza e quarta presa furono acquistati dai nobili Corniani e Cottoni, i quali vi stabilirono i due abitati di Ca' Corniani e Ca' Cottoni. Tuttavia solo l'abitato di Ca' Cottoni subì un precoce processo di bonifica; infatti, a differenza della vicina Ca' Corniani, sorgeva più lontano dalla laguna di Caorle, cosa che rendeva le operazioni di bonifica più semplici. Ciò condusse Ca' Cottoni a diventare il secondo centro per numero di abitanti del territorio di Caorle. Ne è testimonianza l'istituzione dapprima della curazia e quindi della parrocchia di Ca' Cottoni, la prima, e per diversi anni unica, parrocchia che costituiva l'antica diocesi di Caorle, oltre alla parrocchia della catterdrale.
L'abitato cominciò lentamente, ma inesorabilmente, a declinare a partire dalla fine del XIX secolo, quando le Assicurazioni Generali, proprietari della confinante tenuta di Ca' Corniani, portarono a termine l'imponente opera di bonifica della palude circostante. Così gli abitanti cominciarono a trasferirsi dalla zona perifierica di Ca' Cottoni a quella di Ca' Corniani nei primi anni del novecento, dove potevano essere impiegati nel lavoro agricolo.
Oggi la località di Ca' Cottoni conta circa un centinaio di abitanti.

## Monumenti e luoghi d'interesse
Di notevole pregio artistico e culturale, rimane a Ca' Cottoni l'antica chiesa parrocchiale della Risurrezione. Cominciata a costruire con l'istituzione della parrocchia, fu terminata negli ultimi anni del XVIII secolo per volere del vescovo di Caorle Giovanni Vincenzo De Filippi.
Dopo diversi anni di totale abbandono, l'edificio fu restaurato ad opera di privati verso l'inizio degli anni 2000. La chiesa si presenta a tre navate, la centrale divisa dalle laterali da una serie di pilastri. Ciascuna navata termina con un altare ligneo, ornato di statue di santi, mentre in controfacciata è ancora presente l'antica cantoria in legno. Fino alla metà del novecento, l'altare maggiore ospitava la pala d'altare della Risurrezione, dipinta da Gregorio Lazzarini, successivamente asportata ed oggi conservata presso il museo diocesano di Venezia.
All'esterno, adiacente alla struttura, spicca un campanile realizzato in mattoni a vista, a pianta quadrangolare e terminante con cuspide piramidale. Al suo interno sono incastellate tre campane fuse dalla Fonderia De Poli di Vittorio Veneto ed elettrificate alla trevigiana.